# ستيل لوفين يو (لا زلت أحبك-أغنية)
لا زلت أحبك (بالإنجليزية: ستيل لوفين يو- Still Loving You) تعتبر من الأغاني الأولى التي ساهمت في إبراز نجم فرقة «السكوربينز (العقارب)». ضمن ألبوم «لوف أت فيرست ستينج (الحب من أول لدغة)»، الذي سجل المراتب الأكثر نجاحا في الولايات المتحدة الأمريكية، التي بلغت ذروتها في احتلال الرقم 6 على قائمة بيلبورد 200 في عام 1984.

## المراتب والجوائز
احتلت أغنية لازلت أحبك الرقم 64 على قائمة بيلبورد هوت 100،

وفي ألمانيا حصلت الأغنية ضمن الألبوم على الترتيب رقم 14 سنة 1984 والترتيب 18 في العام 1992، والمرتبة الثالثة في فرنسا، وهو نفس الترتيب الذي احتلته الأغنية في سويسرا وبلجيكا وهولندا.

## إصدارات أخرى
عرفت أغنية (ستيل لوفين يو - still loving you) عدة إصدارات في أوقات مختلفة،  كان أهمها في 1982 كأول إصدار للأغنية. لكن الإصدار الأصلي والأقوى للأغنية كان ضمن ألبوم «لوف أت فيرست ستينج (الحب من أول لدغة - ألبوم)» الذي ثم اصداره سنة 1984.